# Полякин, Мирон Борисович
Миро́н Бори́сович Поля́кин (при рождении Ме́ер Бо́рухович Поля́кин; 12 февраля 1895, Черкассы, Киевская губерния — 21 мая 1941, Москва) — российский и советский скрипач и педагог. Заслуженный деятель искусств РСФСР (1940).

## Биография

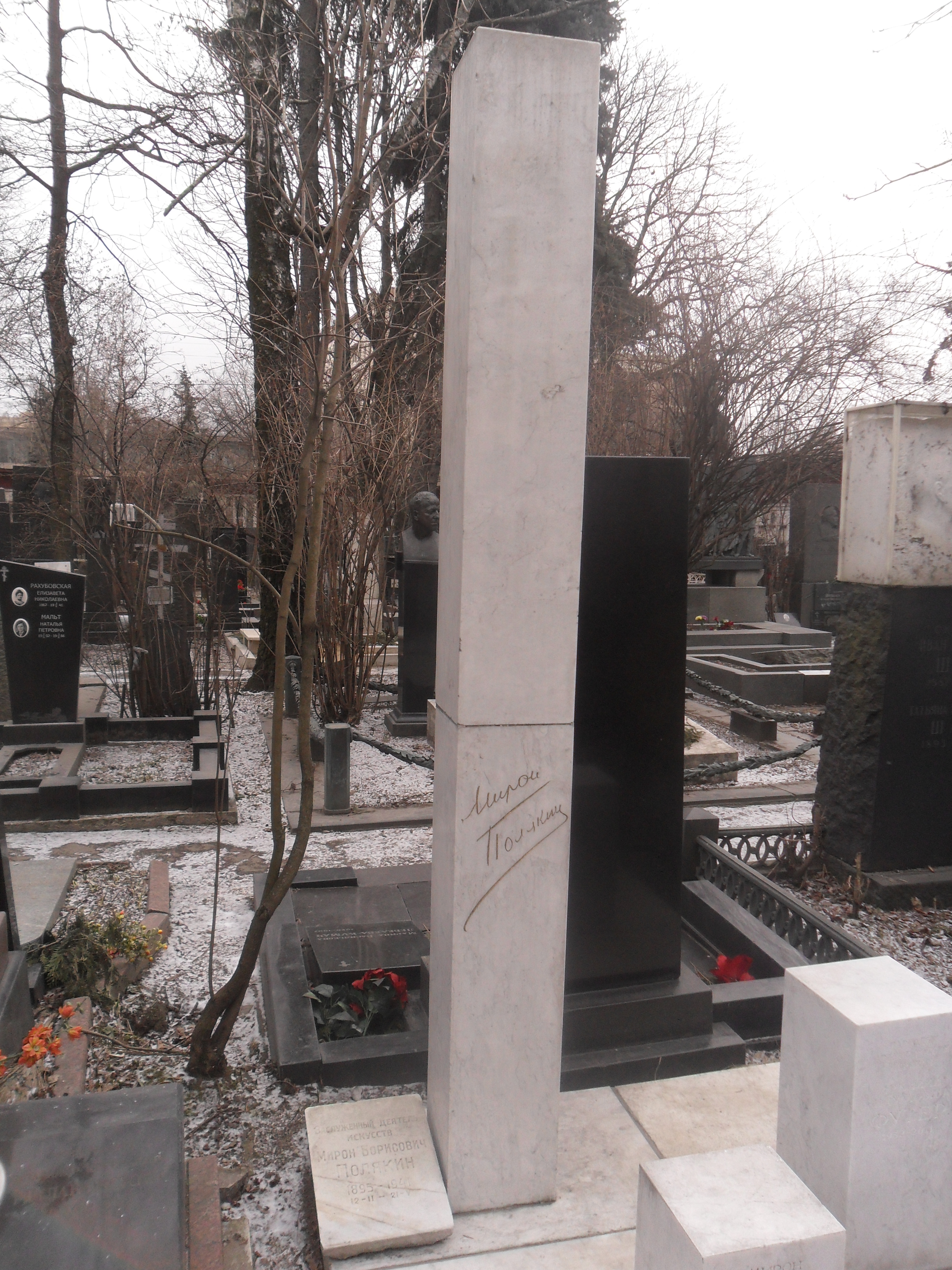
Могила Полякина на Новодевичьем кладбище Москвы.

Родился 31 января (по старому стилю) 1895 года в многодетной семье черкасского мещанина Боруха Срулевича Полякина (1849—?) и Фрейды Полякиной. Учился в музыкальной школе в Киеве у ученицы Фердинанда Лауба Елены Вонсовской, затем с 1909 года в Санкт-Петербургской консерватории у Леопольда Ауэра. 24 января 1909 года выступил в Петербурге с первым сольным концертом.
В 1917—1926 годах гастролировал в разных странах мира, 27 февраля 1922 года дебютировал в Нью-Йорке.
Затем вернулся в Советский Союз, был профессором Ленинградской (1928—1936) и Московской (1936—1941) консерваторий. В Ленинграде жил в знаменитом Толстовском доме.
«Это был истинный романтик скрипичной игры, подлинный вдохновенный поэт скрипки, у которого в каждой фразе, в каждой мелодической интонации и даже в отдельном звуке присутствовало поэтическое начало».
Звание заслуженного деятеля искусств РСФСР Полякин получил лишь в 1940 году.
Снимался в фильме «Концерт Бетховена» (1936).
Умер в Москве 21 мая 1941 года. Похоронен на Новодевичьем кладбище (участок 2, ряд 26; памятник работы архитектора С. И. Кучанова).